# Thijs van Aken
Thijs Christiaan van Aken (Laren, 5 mei 1969) is een Nederlands acteur en stemacteur.
Hij heeft in verschillende musicals gespeeld, waaronder Boevenpak en Pruikentijd (van de Jeugd Komedie Amsterdam), Irma La Douce (van de Comedia) en De Zeemeermin (van Studio 100). Voor zijn rol werd hij samen met Ton Peeters genomineerd voor beste mannelijke bijrol in een grote musical van de John Kraaijkamp Musical Award) en Ti-ta-tovenaar (van V&V-Entertainment).
Hij leende zijn stem aan verschillende tekenfilmfiguren zoals Larry (De wonderlijke wereld van Gumball), Kid (Kid Paddle), Tommie (All Grown Up), Dug (Up, Dug's Speciale Missie, Dug Days en Carl's Date), Theodore (Alvin and the Chipmunks I en II), Esteban (The Suite Life of Zack & Cody), Knutselsmurf en Schildersmurf in De Smurfen, The Smurfs: A Christmas Carol en De Smurfen 2, Sparks en Chatterphone in Toy Story 3, Monsters University, Tweedledum & Tweedledee in Alice in Wonderland, Jaren tachtig-robot in The Muppets, Overige stemmen in Dumbo, Rafael in De Gelaarsde Kat, Joe in Paddington, Two-Face en Kapitein Dale in The Lego Batman Movie, Maybe en McNeely in Ralph Breaks the Internet, Verteller in Strange World, Luigi in The Super Mario Bros. Movie, Overige stemmen in IF, Bloofy in Binnestebuiten 2 en Daffy Duck in The Looney Tunes Show. Ook was hij in 2017 in de film De Smurfen en het Verloren Dorp te horen, als Boerensmurf.
Verder speelde hij een gastrol in de film van A.F.TH. van der Heijden "Het leven uit één dag" geregisseerd door Marc de Cloe.
Ook is hij de Nederlandse stem van Kaos in Skylanders: Swap Force.
In 2017 gaf hij samen met Ewout Eggink het kinderboek De avonturen van Knetter en Spetter uit. Deel 2 verscheen in 2019.
Hij is sinds 2024 de verteller in de Karwei-reclames.

## Televisie
- De kleine zeemeermin – Haai (stem) (2004–2005)
- Sabrina's Secret Life – Harvey (2007-2008)
- Pokémon: Black & White – Trip (2011-heden)
- De Pinguïns van Madagascar – Mort (2008-heden)
- Ben 10: Alien Force – Kevin (2008-2010)
- Ben 10: Ultimate Alien – Kevin (2011-heden)
- Wingin' It – Dennis (2011-heden)
- Regular Show – Rigby (2010-2017)
- Tijd voor Avontuur – IJskoning (2010-heden)
- Kung Fu Panda – Mr. Ping (2010-heden)
- The Looney Tunes Show – (2011-2014)
- Inazuma Eleven – Todd Ironside (2010-heden)
- De Wonderlijke wereld van Gumball – Banaantje Joe, Larry, (2013-heden)
- Lego Ninjago Masters of Spinjitzu – Jay Walker/Gordon (2011-heden)
- Mia and Me - Phuddle (2012-2018)
- De Thundermans – Hank Thunderman (2014-2018)
- Henry Danger – De Rammelaar (2014) & Schwoz (2015-2020)
- Danger Force - Schwoz (2020-2024)
- Ultimate Spider-Man – Rhino
- Power Rangers Dino Charge – Slammer/Shearfear (2015)
- Skylanders Academy - Kaos (2016-2018)
- Danger Force – Schwoz (2020-2024)
- Star Wars: Visions - Kamahachi (2021) (animatieserie)
- What If...? – Grandmaster, Volstagg (2021) (animatieserie)
- Pieter Post – Ben Timmer (2022-) (animatieserie)
- Win or Lose – Frank (2025) (animatieserie)